# Schafstall Osterbrooksand 10
Der Schafstall Osterbrooksand 10 im nordöstlichen Ortsteil Dötlingen-Brettorf stammt aus dem 19. Jahrhundert.
Aktuell (2023) wird er als landwirtschaftliches Nebengebäude genutzt.
Das Gebäude steht unter Denkmalschutz (siehe auch Liste der Baudenkmale in Dötlingen).

## Beschreibung
Das eingeschossige Gebäude mit Feldsteinsockel, Giebeln in Backstein, Krüppelwalmdach und einer Längsdurchfahrt wurde 1870 gebaut. Es prägt das Landschaftsbild. Vor dem Schafstall steht eine markante alte Eiche.
Das Landesdenkmalamt befand: „… geschichtliche Bedeutung … als beispielhafter Schafstall der 2. Hälfte des 19. Jhs. …“